# Politique en Lituanie

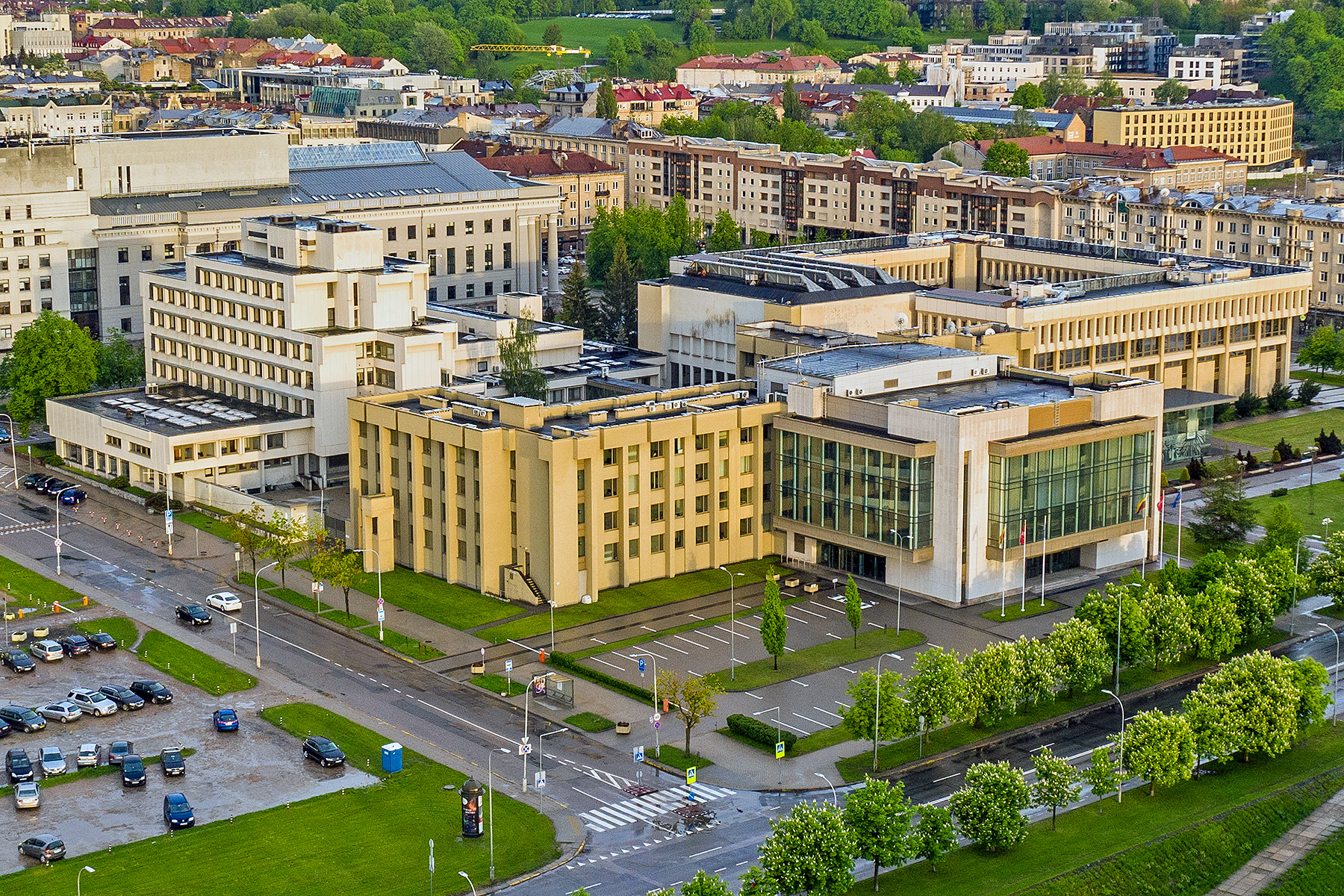
Le Seimas, parlement de la Lituanie.

La Lituanie est une république parlementaire régie par la Constitution du 25 octobre 1992.

## Pouvoir exécutif
Le Président de la République de Lituanie est élu au suffrage universel direct pour cinq ans. La Constitution Lituanienne dispose en outre que nul ne peut être élu Président de la République plus de deux fois consécutives.
Le Premier ministre est nommé et révoqué par le Président avec l'approbation du Seimas, le Parlement lituanien. Les ministres sont nommés et relevés de leurs fonctions par le Président de la République, sur proposition du Premier ministre. Le Premier ministre, dans les quinze jours qui suivent sa nomination, présente au Seimas le Gouvernement qu'il a formé et qui a été approuvé par le Président de la République, et il soumet, pour examen, son programme au Seimas. Le Gouvernement remet ses pouvoirs au Président de la République après l'élection du Seimas ou lors de l'élection du Président de la République. Un nouveau Gouvernement est investi de ses pouvoirs lorsque le Seimas a approuvé son programme à la majorité des voix des membres du Seimas participant à la séance.

## Pouvoir législatif
L’instance législative suprême est le Seimas, Parlement monocaméral composé de 141 députés élus pour quatre ans. Les électeurs disposent de deux bulletins de vote : le premier sert à élire, dans 71 circonscriptions, des députés élus au scrutin uninominal majoritaire à deux tours (le second tour éventuel se déroulant deux semaines après le premier), tandis que le second bulletin de vote sert à exprimer la préférence partisane de l’électeur, qui doit choisir entre plusieurs listes bloquées de 70 noms pour une circonscription nationale unique. Les 70 sièges de ce second contingent sont répartis, à la proportionnelle, entre tous les partis qui atteignent ou dépassent 5 % des suffrages exprimés (le décompte total étant fait à la fois sur les votes personnels exprimés dans les 71 circonscriptions et sur le vote partisan exprimé dans la circonscription unique), le décompte étant par ailleurs compliqué par le fait qu’un électeur a la faculté d’exprimer, au sein de la liste pour laquelle il se prononce, une préférence pour au plus cinq personnes parmi celles figurant sur cette liste.

## Pouvoir judiciaire
La Cour constitutionnelle comprend neuf juges élus pour un mandat de neuf ans non renouvelable. La Cour constitutionnelle est renouvelée par tiers tous les trois ans. Le Seimas choisit trois candidats à la fonction de juge à la Cour constitutionnelle parmi ceux proposés par le Président de la République, trois autres parmi ceux proposés par le président du Seimas et trois autres parmi ceux proposés par le président de la Cour suprême ; et ils sont nommés juges par le Seimas. Le Président de la Cour constitutionnelle est choisi parmi les juges de cette Cour par le Seimas sur proposition du Président de la République. Peuvent être nommés juges à la Cour constitutionnelle les citoyens de la République de Lituanie dont la réputation est irréprochable, qui possèdent une connaissance approfondie du droit, et qui ont une expérience d'au moins dix ans dans une profession juridique ou une activité pédagogique liée a leur compétence juridique.
La Cour constitutionnelle décide si les lois et les autres actes du Seimas ne sont pas contraires à la Constitution et si les actes du Président de la République ne sont pas contraires à la Constitution et aux lois.